# Nico-Jan Hoogma
Nicolaas Jan Johannes (Nico-Jan) Hoogma (Heerenveen, 26 oktober 1968) is een voormalig Nederlands voetballer. Hij kwam uit voor Cambuur Leeuwarden, FC Twente, Hamburger SV en Heracles Almelo. Hij speelde meestal in de verdediging. Sinds 1 juni 2022 is hij technisch directeur van Heracles Almelo. Van 1 maart 2018 tot 1 juni 2022 was hij directeur topvoetbal bij de KNVB. Daarvoor was hij van 1 januari 2007 tot 1 maart 2018 algemeen directeur van Heracles Almelo.

## Carrière

### Voetballer
Hoogma speelde aanvankelijk voor de A-jeugd van SC Cambuur, maar koos er in 1988 voor om terug te keren naar amateurhoofdklasser VV Drachten. Een jaar later klopte SC Cambuur opnieuw bij hem aan. Hoogma, op dat moment bijna 21, maakte kort daarna zijn debuut in de Eerste divisie en wist zich al snel tot een vaste basisspeler op te werken. In 1992 werd Hoogma met Cambuur kampioen van de Eerste divisie. In het kielzog van zijn trainer Rob Baan vertrok Hoogma naar FC Twente, waar hij de opvolger moest worden van de wegens een blessure gestopte Fred Rutten.
Ook bij Twente werd Hoogma een vaste waarde. Zijn debuut op 16 augustus 1992 ging weliswaar met 0-5 tegen Feyenoord verloren, maar de club uit Enschede speelde een goed seizoen, stond tijdens de winterstop zelfs tweede en eindigde uiteindelijk als vijfde. In zijn tweede seizoen kwam hij uit in de UEFA Cup. Twente lootte voor de eerste ronde tegen Bayern München en verloor de twee wedstrijden met 4-3 en 3-0. In zes seizoenen kwam Hoogma tot 187 eredivisiewedstrijden en tien wedstrijden in de Europa Cup. Hij scoorde achttien doelpunten.
In 1998 verhuisde Hoogma naar het Duitse Hamburger SV. Ook voor deze ploeg speelde hij zes seizoenen, waarin hij het in 2001 tot aanvoerder schopte en in de Champions League uitkomt. In 2003 won hij met HSV de Ligapokal. In 2004 vertrok de dan 35-jarige Hoogma terug naar Nederland, om uit te komen voor Heracles Almelo in de Eerste divisie. Heracles werd met Hoogma in 2005 kampioen van de Eerste divisie. Na nog een jaar Eredivisie sloot Hoogma in 2006 zijn loopbaan als profvoetballer af.

### Bestuurder
Op 1 januari 2007 trad hij bij Heracles Almelo in dienst als algemeen directeur. Onder zijn leiding werd Heracles een stabiele Eredivisieclub. Dit leverde hem de interesse op van zijn voormalige club Hamburger SV. Tot een overstap kwam het nooit. Op 6 februari 2018 werd aangekondigd dat Hoogma met ingang van 1 maart 2018 werd aangesteld als directeur topvoetbal bij de KNVB met een contract tot medio 2022. In november 2021 werd bekend dat hij zijn contract niet zou verlengen. Gedurende zijn termijn reikte het Nederlands mannenelftal tot de achtste finales op het EK 2020 en plaatste het zich voor het WK 2022. Het vrouwenelftal werd in die periode tweede op het WK 2019, bereikte de kwartfinale op de Olympische Spelen 2020 en plaatste zich voor het EK 2022. Hoogma heeft drie keer een nieuwe bondscoach moeten aanstellen en werkte er in totaal met vijf samen: Ronald Koeman, Frank de Boer, Louis van Gaal, Sarina Wiegman en Mark Parsons.

## Persoonlijk
Hoogma is getrouwd, heeft drie kinderen en woont in Oldenzaal. Zijn zoon Justin Hoogma speelt op dit moment voor Heracles Almelo.